# Староілікеєво
Староіліке́єво (рос. Староиликеево, башк. Иҫке Илекәй) — присілок у складі Балтачевського району Башкортостану, Росія. Входить до складу Старобалтачевської сільської ради.
Населення — 169 осіб (2010; 184 у 2002).
Національний склад:
- башкири — 97 %

Стара назва — Ілікеєво.

## Уродженці
- Галімзянов Флюр Галімзянович (1932—2010) — провідний інженер Уфимського моторобудівного виробничого об'єднання, Герой Соціалістичної Праці.